# 法朗库尔
法朗库尔（法語：Fallencourt，法語發音：[falɑ̃kuʁ]）是法国滨海塞纳省的一个市镇，属于迪耶普区。

## 地理
法朗库尔（49°52'3"N, 1°34'3"E）面积12.08 平方千米，位于法国诺曼底大区滨海塞纳省，该省份为法国北部沿海省份，其西部及北部濒大西洋英吉利海峡，东起顺时针与索姆省、瓦兹省、厄尔省和卡爾瓦多斯省接壤。
与法朗库尔接壤的市镇（或旧市镇、城区）包括：卡朗日维尔、富卡蒙、普勒斯维尔、雷阿尔康。

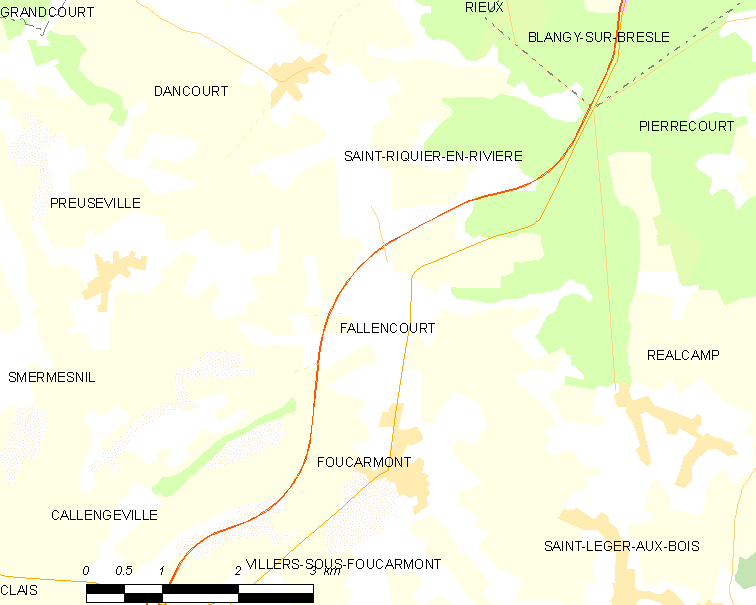
法朗库尔的OSM定位图

法朗库尔的时区为UTC+01:00、UTC+02:00（夏令时）。

## 行政
法朗库尔的邮政编码为76340，INSEE市镇编码为76257。

## 政治
法朗库尔所属的省级选区为厄镇县。

## 人口

1962-2008年间法朗库尔人口变化图示

法朗库尔于2022年1月1日时的人口数量为180人。